# Avonia harveyi
Avonia harveyi är en tvåhjärtbladig växtart som beskrevs av J. van Thiel och Lavranos. Avonia harveyi ingår i släktet Avonia och familjen Anacampserotaceae. Inga underarter finns listade i Catalogue of Life.